# دانیل برنهارت (بازیکن فوتبال)
دانیل برنهارت (انگلیسی: Daniel Bernhardt؛ زادهٔ ۲۱ اوت ۱۹۸۵) بازیکن فوتبال اهل آلمان است.
از باشگاه‌هایی که در آن بازی کرده‌است می‌توان به باشگاه فوتبال وی‌اف‌آر آلن و باشگاه فوتبال هوفنهایم اشاره کرد.